# Championnat du Danemark de football 2019-2020
Navigation
Édition précédente Édition suivante
| \| Aalborg Aarhus Esbjerg Horsens Brøndby Copenhague Hobro Midtjylland Nordsjælland OB Randers SønderjyskE Lyngby Silkeborg \| Localisation des clubs engagés dans le championnat. |
| Aalborg Aarhus Esbjerg Horsens Brøndby Copenhague Hobro Midtjylland Nordsjælland OB Randers SønderjyskE Lyngby Silkeborg                                                           |

La saison 2019-2020 de Superliga est la cent-septième édition de la première division danoise. Elle oppose les quatorze meilleurs clubs du Danemark en une série de vingt-six journées suivie de barrages, servant à déterminer le champion, les clubs qualifiés pour les compétitions européennes ainsi que les équipes reléguées. Lors de cette saison, le FC Copenhague défend son titre face à treize autres équipes dont deux promus de deuxième division.
Le championnat est suspendu mi-mars, par la Fédération danoise de football, en raison de la pandémie de maladie à coronavirus. La reprise de la compétition est envisagée au 28 mai, selon l'annonce faite, le 7 mai, par le Premier ministre du Danemark, Mette Frederiksen. Le championnat reprend effectivement à cette date, à huis clos.
Le FC Midtjylland remporte le troisième titre de son histoire, à quatre journées de la fin.

## Participants
Légende des couleurs
- Deuxième tour de qualification de la Ligue des champions 2019-2020
- Troisième tour de qualification de la Ligue Europa 2019-2020
- Deuxième tour de qualification de la Ligue Europa 2019-2020
- Premier tour de qualification de la Ligue Europa 2019-2020
- Promu de deuxième division

| Club            | Présent depuis | Classement 2018-2019 | Stade                    | Capacité théorique |
| --------------- | -------------- | -------------------- | ------------------------ | ------------------ |
| FC Copenhague   | 1992           | 1                    | Parken                   | 38 065             |
| FC Midtjylland  | 2000           | 2                    | MCH Arena                | 11 809             |
| Esbjerg fB      | 2018           | 3                    | Blue Water Arena         | 18 000             |
| Brøndby IF      | 1982           | 4                    | Brøndby Stadion          | 29 000             |
| OB Odense       | 1999           | 5                    | TRE-FOR Park             | 15 633             |
| FC Nordsjælland | 2002           | 6                    | Farum Park               | 9 900              |
| AC Horsens      | 2016           | 6                    | Casa Arena               | 10 400             |
| Aalborg BK      | 1987           | 7                    | Energi Nord Arena        | 13 797             |
| Randers FC      | 2012           | 8                    | AutoC Park Randers       | 12 000             |
| AGF Aarhus      | 2015           | 9                    | Ceres Park               | 20 032             |
| SønderjyskE     | 2008           | 11                   | Haderslev Fodboldstadion | 10 000             |
| Hobro IK        | 2017           | 13                   | DS Arena                 | 10 700             |
| Silkeborg IF    | 2019           | 1 (D2)               | JYSK Park                | 10 000             |
| Lyngby BK       | 2019           | 3 (D2)               | Lyngby Stadion           | 10 000             |

## Règlement
Le classement est établi sur le barème de points classique, une victoire valant trois points, un match nul un seul et une défaite aucun. En cas d'égalité de points, les équipes concernées sont d'abord départagées sur la base de la différence de buts générale puis du nombre de buts marqués et enfin du nombre de buts marqués à l'extérieur. Si l'égalité persiste après application de ces critères, les équipes concernées sont départagées soit par tirage au sort si les places disputées n'ont aucune influence particulière, soit par un match d'appui sur terrain neutre si une des places disputées est qualificative pour une compétition européenne, le titre de champion ou la relégation.

## Phase préliminaire

### Classement
| Rang | Équipe          | Pts | J  | G  | N  | P  | Bp | Bc | Diff |
| ---- | --------------- | --- | -- | -- | -- | -- | -- | -- | ---- |
| 1    | FC Midtjylland  | 65  | 26 | 21 | 2  | 3  | 42 | 14 | +28  |
| 2    | FC Copenhague T | 57  | 26 | 18 | 2  | 6  | 47 | 29 | +18  |
| 3    | AGF Aarhus      | 47  | 26 | 14 | 5  | 7  | 42 | 28 | +14  |
| 4    | Brøndby IF      | 42  | 26 | 13 | 3  | 10 | 47 | 37 | +10  |
| 5    | FC Nordsjælland | 41  | 26 | 12 | 5  | 9  | 48 | 35 | +13  |
| 6    | Aalborg BK      | 38  | 26 | 11 | 5  | 10 | 44 | 33 | +11  |
| 7    | Randers FC      | 35  | 26 | 10 | 5  | 11 | 39 | 35 | +4   |
| 8    | AC Horsens      | 34  | 26 | 10 | 4  | 12 | 25 | 44 | -19  |
| 9    | OB Odense       | 33  | 26 | 9  | 6  | 11 | 34 | 30 | +4   |
| 10   | Lyngby BK P     | 31  | 26 | 9  | 4  | 13 | 31 | 45 | -14  |
| 11   | SønderjyskE C   | 27  | 26 | 6  | 9  | 11 | 31 | 44 | -13  |
| 12   | Hobro IK        | 23  | 26 | 3  | 14 | 9  | 25 | 35 | -10  |
| 13   | Esbjerg fB      | 18  | 26 | 4  | 6  | 16 | 22 | 44 | -22  |
| 14   | Silkeborg IF P  | 16  | 26 | 3  | 7  | 16 | 31 | 55 | -24  |

|  | Qualification pour les barrages de championnat                                           |
|  | Qualification pour les barrages de qualification                                         |
|  | T : Tenant du titre C : Vainqueur de la Coupe du Danemark P : Promu de deuxième division |

### Résultats
| Résultats (▼dom., ►ext.) | AAB | AGF | BRO | COP | ESB | HOB | HOR | LYN | MID | NOR | ODE | RAN | SIL | SON |
| Aalborg BK               |     | 2-3 | 3-2 | 1-0 | 4-0 | 1-1 | 4-0 | 3-0 | 0-1 | 1-3 | 1-0 | 0-3 | 3-1 | 1-1 |
| AGF Aarhus               | 3-0 |     | 2-1 | 1-2 | 1-0 | 0-0 | 2-0 | 1-1 | 0-1 | 3-1 | 1-0 | 1-1 | 3-4 | 4-2 |
| Brøndby IF               | 2-1 | 0-3 |     | 3-1 | 2-1 | 1-1 | 1-2 | 1-0 | 1-2 | 4-2 | 3-2 | 5-2 | 3-0 | 1-0 |
| FC Copenhague            | 3-2 | 2-1 | 2-1 |     | 3-1 | 2-1 | 0-1 | 2-0 | 0-0 | 3-1 | 2-1 | 2-1 | 4-2 | 3-0 |
| Esbjerg fB               | 1-1 | 1-2 | 3-1 | 1-0 |     | 1-1 | 1-1 | 1-0 | 1-2 | 1-2 | 0-1 | 0-3 | 2-2 | 1-2 |
| Hobro IK                 | 0-2 | 1-1 | 0-2 | 2-1 | 1-1 |     | 0-0 | 2-2 | 0-2 | 2-2 | 0-0 | 2-2 | 1-1 | 0-0 |
| AC Horsens               | 0-5 | 1-2 | 3-2 | 0-2 | 1-1 | 1-0 |     | 2-1 | 0-2 | 0-3 | 2-1 | 1-2 | 2-1 | 2-1 |
| Lyngby BK                | 2-0 | 2-1 | 0-3 | 1-4 | 2-0 | 2-1 | 2-1 |     | 0-3 | 1-1 | 4-3 | 2-0 | 1-0 | 0-3 |
| FC Midtjylland           | 1-0 | 1-3 | 1-0 | 4-1 | 1-0 | 1-1 | 0-1 | 2-0 |     | 2-1 | 0-1 | 2-1 | 2-1 | 3-0 |
| FC Nordsjælland          | 2-1 | 0-1 | 2-2 | 0-1 | 2-0 | 2-1 | 6-0 | 1-1 | 0-1 |     | 2-0 | 3-0 | 2-2 | 2-1 |
| Odense BK                | 0-0 | 1-2 | 0-2 | 2-3 | 3-1 | 2-1 | 3-0 | 4-1 | 1-2 | 3-1 |     | 1-0 | 1-1 | 0-0 |
| Randers FC               | 3-3 | 2-0 | 2-2 | 0-1 | 3-0 | 0-1 | 2-1 | 2-1 | 0-2 | 3-1 | 0-0 |     | 2-0 | 3-0 |
| Silkeborg IF             | 0-2 | 2-1 | 0-1 | 1-1 | 1-2 | 2-3 | 0-3 | 2-3 | 1-2 | 0-2 | 0-3 | 2-1 |     | 3-3 |
| SønderjyskE              | 1-3 | 0-0 | 2-1 | 1-2 | 2-1 | 3-1 | 0-0 | 2-2 | 0-2 | 1-4 | 1-1 | 2-1 | 2-2 |     |

## Deuxième phase

### Barrages de championnat
Les points et buts marqués lors de la phase championnat sont retenus en totalité. À l'issue de cette phase, le premier au classement remporte le championnat et se qualifie pour le deuxième tour qualificatif de la Ligue des champions 2020-2021, le deuxième se qualifie pour le deuxième tour qualificatif de la Ligue Europa 2020-2021, et le troisième se qualifie pour un match d'appui face au vainqueur des barrages européens. Si le vainqueur de la Coupe du Danemark termine dans les trois premières places, la place de barrages est laissée au quatrième du championnat.
| Rang | Équipe          | Pts | J  | G  | N | P  | Bp | Bc | Diff |  | Résultats (▼ dom., ► ext.) | MID | COP | AGF | BRO | AAB | NOR |
| ---- | --------------- | --- | -- | -- | - | -- | -- | -- | ---- |  | -------------------------- | --- | --- | --- | --- | --- | --- |
| 1    | FC Midtjylland  | 82  | 36 | 26 | 4 | 6  | 61 | 29 | +32  |  | FC Midtjylland             |     | 3-1 | 3-4 | 0-0 | 1-2 | 6-3 |
| 2    | FC Copenhague   | 68  | 36 | 21 | 5 | 10 | 58 | 42 | +16  |  | FC Copenhague              | 1-2 |     | 2-4 | 0-0 | 2-0 | 2-1 |
| 3    | AGF Aarhus      | 64  | 36 | 19 | 7 | 10 | 58 | 41 | +17  |  | AGF Aarhus                 | 3-0 | 1-0 |     | 0-1 | 1-4 | 2-1 |
| 4    | Brøndby IF      | 56  | 36 | 16 | 8 | 12 | 56 | 42 | +14  |  | Brøndby IF                 | 1-1 | 1-1 | 0-0 |     | 0-1 | 4-0 |
| 5    | Aalborg BK      | 54  | 36 | 16 | 6 | 14 | 54 | 44 | +10  |  | Aalborg BK                 | 0-2 | 0-1 | 1-0 | 2-0 |     | 0-4 |
| 6    | FC Nordsjælland | 47  | 36 | 13 | 8 | 14 | 59 | 54 | +5   |  | FC Nordsjælland            | 0-1 | 1-1 | 1-1 | 0-2 | 0-0 |     |

|  | Qualification pour le deuxième tour de qualification de la Ligue des champions 2020-2021. |
|  | Qualification pour le deuxième tour de qualification de la Ligue Europa 2020-2021.        |
|  | Qualification pour le match d'appui des barrages européens.                               |

### Barrages de qualification
Les deux premiers des deux groupes sont qualifiés pour les demi-finales des barrages européens tandis que le dernier est relégué directement en deuxième division. Les deux avant-derniers se qualifient quant à eux pour le barrage de relégation.

#### Groupe A
| Rang | Équipe        | Pts | J  | G  | N  | P  | Bp | Bc | Diff |  | Résultats (▼ dom., ► ext.) | ODE | SON | LYN | SIL |
| ---- | ------------- | --- | -- | -- | -- | -- | -- | -- | ---- |  | -------------------------- | --- | --- | --- | --- |
| 1    | OB Odense     | 43  | 32 | 12 | 7  | 13 | 43 | 42 | +1   |  | OB Odense                  |     | 2-0 | 3-1 | 1-3 |
| 2    | SønderjyskE C | 38  | 32 | 9  | 11 | 12 | 37 | 49 | -12  |  | SønderjyskE C              | 1-1 |     | 1-0 | 1-0 |
| 3    | Lyngby BK     | 34  | 32 | 9  | 7  | 16 | 34 | 54 | -20  |  | Lyngby BK                  | 1-2 | 1-1 |     | 0-0 |
| 4    | Silkeborg IF  | 26  | 32 | 6  | 8  | 18 | 43 | 59 | -16  |  | Silkeborg IF               | 6-0 | 1-2 | 2-0 |     |

|  | Qualification pour le troisième tour de qualification de la Ligue Europa 2020-2021. |
|  | Qualification pour les barrages européens.                                          |
|  | Qualification pour le barrage de relégation.                                        |
|  | Relégation en deuxième division.                                                    |
|  | C : Vainqueur de la Coupe du Danemark                                               |

#### Groupe B
| Rang | Équipe     | Pts | J  | G  | N  | P  | Bp | Bc | Diff |  | Résultats (▼ dom., ► ext.) | HOR | RAN | HOB | ESB |
| ---- | ---------- | --- | -- | -- | -- | -- | -- | -- | ---- |  | -------------------------- | --- | --- | --- | --- |
| 1    | AC Horsens | 46  | 32 | 13 | 7  | 12 | 36 | 50 | -14  |  | AC Horsens                 |     | 0-0 | 3-2 | 2-2 |
| 2    | Randers FC | 45  | 32 | 13 | 6  | 13 | 51 | 45 | +6   |  | Randers FC                 | 0-3 |     | 4-0 | 3-1 |
| 3    | Hobro IK   | 30  | 32 | 5  | 15 | 12 | 35 | 48 | -13  |  | Hobro IK                   | 1-1 | 2-3 |     | 2-1 |
| 4    | Esbjerg fB | 22  | 32 | 5  | 7  | 20 | 32 | 58 | -26  |  | Esbjerg fB                 | 1-2 | 4-2 | 1-3 |     |

|  | Qualification pour les barrages européens.   |
|  | Qualification pour le barrage de relégation. |
|  | Relégation en deuxième division.             |

### Barrages européens
Le vainqueur des barrages européens se qualifie pour le premier tour de qualification de la Ligue Europa 2020-2021.
La confrontation entre l'AC Horsens et le SønderjyskE est finalement annulée en raison de la victoire de ce dernier en coupe du Danemark, qui le qualifie d'office pour la Ligue Europa et permet à Horsens d'avancer directement au deuxième tour.
|  | Premier tour | Premier tour | Premier tour | Premier tour |           |           | Deuxième tour | Deuxième tour | Deuxième tour | Deuxième tour |  |  | Troisième tour | Troisième tour | Troisième tour | Troisième tour |
|  |              |              |              |              |           |           |               |               |               |               |  |  |                |                |                |                |
|  | Match 1      | Match 1      | Match 1      | Match 1      |           |           | Match 2       | Match 2       | Match 2       | Match 2       |  |  | Match 3        | Match 3        | Match 3        | Match 3        |
|  | Match 1      | Match 1      | Match 1      | Match 1      |           |           | Match 2       | Match 2       | Match 2       | Match 2       |  |  | Match 3        | Match 3        | Match 3        | Match 3        |
|  | Randers FC   | Randers FC   | 2            | 0            |           |           | Match 2       | Match 2       | Match 2       | Match 2       |  |  | Match 3        | Match 3        | Match 3        | Match 3        |
|  | Randers FC   | Randers FC   | 2            | 0            |           |           | Match 2       | Match 2       | Match 2       | Match 2       |  |  | Match 3        | Match 3        | Match 3        | Match 3        |
|  | OB Odense    | OB Odense    | 1            | 2            |           |           | Match 2       | Match 2       | Match 2       | Match 2       |  |  | Match 3        | Match 3        | Match 3        | Match 3        |
|  | OB Odense    | OB Odense    | 1            | 2            | OB Odense | OB Odense | 3             | 1             |               |               |  |  | Match 3        | Match 3        | Match 3        | Match 3        |
|  |              |              |              |              | OB Odense | OB Odense | 3             | 1             |               |               |  |  | Match 3        | Match 3        | Match 3        | Match 3        |
|  |              |              | AC Horsens   | AC Horsens   | 1         | 1         |               |               |               |               |  |  | Match 3        | Match 3        | Match 3        | Match 3        |
|  |              |              |              |              | 1         | 1         |               |               |               |               |  |  | Match 3        | Match 3        | Match 3        | Match 3        |
|  |              |              |              |              |           |           |               |               |               |               |  |  | Match 3        | Match 3        | Match 3        | Match 3        |
|  |              |              |              |              |           |           |               |               |               |               |  |  | Match 3        | Match 3        | Match 3        | Match 3        |
|  | AGF Aarhus   | AGF Aarhus   | 2            | 2            |           |           |               |               |               |               |  |  |                |                |                |                |
|  | AGF Aarhus   | AGF Aarhus   | 2            | 2            |           |           |               |               |               |               |  |  |                |                |                |                |
|  |              |              | OB Odense    | OB Odense    | 1         | 1         |               |               |               |               |  |  |                |                |                |                |
|  |              |              |              |              | 1         | 1         |               |               |               |               |  |  |                |                |                |                |
|  |              |              |              |              |           |           |               |               |               |               |  |  |                |                |                |                |
|  |              |              |              |              |           |           |               |               |               |               |  |  |                |                |                |                |
|  |              |              |              |              |           |           |               |               |               |               |  |  |                |                |                |                |
|  |              |              |              |              |           |           |               |               |               |               |  |  |                |                |                |                |
|  |              |              |              |              |           |           |               |               |               |               |  |  |                |                |                |                |
|  |              |              |              |              |           |           |               |               |               |               |  |  |                |                |                |                |
|  |              |              |              |              |           |           |               |               |               |               |  |  |                |                |                |                |
|  |              |              |              |              |           |           |               |               |               |               |  |  |                |                |                |                |
|  |              |              |              |              |           |           |               |               |               |               |  |  |                |                |                |                |
|  |              |              |              |              |           |           |               |               |               |               |  |  |                |                |                |                |

### Barrage de relégation
| Équipe   | Aller | Total | Retour | Équipe    |
| -------- | ----- | ----- | ------ | --------- |
| Hobro IK | 1 - 2 | 3 - 4 | 2 - 2  | Lyngby BK |

Légende des couleurs
- Le club se maintient en première division.
- Relégation en deuxième division.

### Meilleurs buteurs
|    | Buteur            | Club                          | Buts |
| -- | ----------------- | ----------------------------- | ---- |
| 1  | Ronnie Schwartz   | Silkeborg IF / FC Midtjylland | 18   |
| 2  | Kamil Wilczek     | Brøndby IF                    | 17   |
| 2  | Patrick Mortensen | AGF Århus                     | 17   |
| 4  | Sander Svendsen   | Odense BK                     | 13   |
| 5  | Mikkel Damsgaard  | FC Nordsjaelland              | 11   |
| 5  | Mohammed Kudus    | FC Nordsjaelland              | 11   |
| 7  | Bashkim Kadrii    | Odense BK                     | 10   |
| 7  | Lucas Andersen    | Aalborg BK                    | 10   |
| 7  | Tom van Weert     | Aalborg BK                    | 10   |
| 10 | Piéros Sotiríou   | FC Copenhague                 | 9    |
| 10 | Emil Riis         | Randers FC                    | 9    |
| 10 | Dame N'Doye       | FC Copenhague                 | 9    |

| Source : Classement des buteurs sur le site de la Superliga |